# 長谷川喜一
長谷川喜一（日语：／，1894年4月15日—1944年3月29日）是日本帝國海軍的一位將領，曾任龙骧号和赤城號航空母艦艦長，最終軍階海軍中將。
他於1914年從海軍兵學校畢業，1915年擔任少尉。1936年，晉級大佐，後任歷任吳海軍航空隊司令、第二十一航空隊司令、海軍航空本部技術部第2課長、航母龙骧号艦長、第十二航空隊司令。
1941年3月，他擔任赤城號航空母艦艦長，隨後參加了當年的珍珠港作戰和翌年的印度洋作戰。1943年11月他被調到第五十航空戰隊擔任指揮官，並成為第二十二航空戰隊的指揮官。
隨著戰局發展，太平洋的制空權由美軍控制，1944年3月，在特鲁克群岛上與長谷川同行的載有三号爆彈的卡車發生爆炸事故，他在事故中喪生，死後追晉中將。